# Diffusion Umklapp

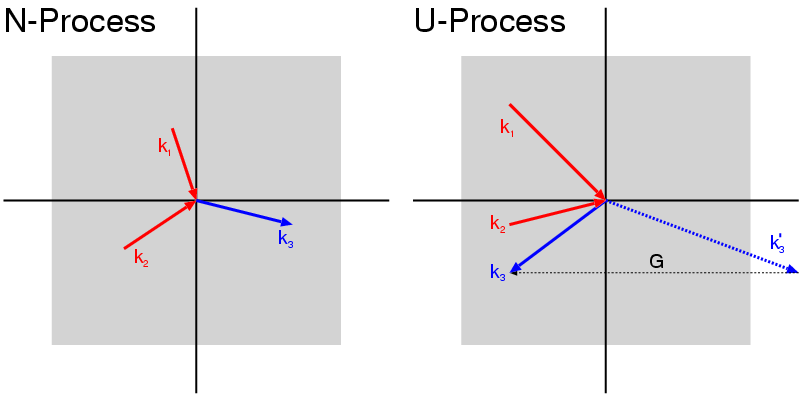
Diffusion normale (N-process) et Umklapp process (U-process). Alors que la diffusion normale conserve la quantité de mouvement totale du phonon, l'Umklapp la change.

L'oscillation en rouge a une longueur d'onde inférieure à la distance entre deux atomes (points noirs). Elle est équivalente à une oscillation progressant en sens inverse et de longueur d'onde supérieure (en noir).

Une diffusion Umklapp (de l'allemand umklappen, « replier ») est un repliement du vecteur d'onde d'un phonon sur la zone de Brillouin. Le phénomène a été découvert par Rudolf Peierls et Wolfgang Pauli en 1929.
Lors de la collision de deux phonons, les vecteurs d'onde k1 et k2  s'ajoutent. Si le vecteur résultant k3 sort de la zone de Brillouin, il est équivalent à la somme du vecteur G caractérisant le réseau réciproque, et d'un vecteur k'3 inclus dans la zone et pouvant pointer dans la direction opposée à k3.
La conservation de l'énergie est assurée par ce phénomène : E(k3) = E(k3+G) mais ce processus ne conserve pas la quantité de mouvement, une partie étant transférée à l'ensemble du réseau cristallin.  
Ce phénomène est typique d'un repliement de spectre : l'onde correspondante à k3 a une longueur inférieure à celle de G qui représente le réseau et fait office de système d'échantillonnage. L'onde résultante, de longueur plus grande, a une direction quelconque, possiblement opposée à celle de l'onde correspondante à k3.
Ce processus de diffusion est le facteur principal de la résistance thermique de conduction aux températures typiquement supérieures à 100 K dans les cristaux ayant peu de défauts. La diffusion Umklapp prédit une dépendance en température de la conductivité thermique en 1/T.